# WTA German Open 1976
Il WTA German Open 1976 è stato un torneo di tennis giocato sulla terra rossa. È stata la 65ª edizione del German Open, che fa parte del Women's International Grand Prix 1976. Si è giocato ad Amburgo in Germania dal 17 al 23 maggio 1976.

## Campionesse

### Singolare
Sue Barker ha battuto in finale  Renáta Tomanová con il punteggio di 6–3, 6–1.

### Doppio
Delina Ann Boshoff /  Ilana Kloss hanno battuto in finale  Laura duPont /  Wendy Turnbull con il punteggio di 4–6, 7–5, 6–1.